# Dypterygia dolens
Dypterygia dolens là một loài bướm đêm trong họ Noctuidae.